# Blessing Chinedu
Blessing Anyanwu Chinedu (Enyimba, 22 november 1976) is een voormalig Nigeriaans voetballer die als verdediger speelde.

## Clubcarrière
Chinedu begon in Nigeria bij Enyimba FC en speelde daarna voor Iwuanyanwu Nationale (de voormalige naam van Heartland FC). In 2000 ging hij naar Macedonië, waar hij een contract tekende bij FK Vardar. Tussen 2001 en 2003 speelde hij op huurbasis bij FK Cementarnica 55 Skopje voor hij terugkeerde bij Vardar. In 2005 tekende hij een contract bij de Belgische club AA Gent. Na één seizoen ging hij naar Lierse SK.

## Interlandcarrière
Hij maakte deel uit van het Nigeriaans voetbalelftal onder 17 op het Wereldkampioenschap voetbal onder 17 - 1993.

## Erelijst
- Macedonische voetbalbeker: 2003